# サバンナ・マーシャル
サバンナ・マーシャル（Savannah Rose Marshall、1991年5月19日 - ）は、イングランドのプロボクサー。ハートルプール出身。現WBA女子世界スーパーミドル級王者。現WBC女子世界スーパーミドル級休養王者。元IBF・WBO女子世界スーパーミドル級王者。元WBO女子世界ミドル級王者。世界2階級制覇王者。

## 来歴

### アマチュア時代
2012年、5月に世界選手権にミドル級で出場し、2回戦でクラレッサ・シールズを破り優勝。8月にロンドンオリンピックのミドル級に出場、金メダルが期待されていたが、初戦となる準々決勝でカザフスタンのマリナ・ウォルノワに敗れメダルを逃した。
2016年、5月に世界選手権にミドル級で出場し、準決勝でオランダのヌシュカ・フォンタインに敗れ銅メダルを獲得した。8月にリオデジャネイロオリンピックにミドル級で出場し、準々決勝でオランダのヌシュカ・フォンタインに疑惑の判定で敗れた。

### プロ時代
リオ五輪後、フロイド・メイウェザー・ジュニアにスカウトされプロ転向。
2017年5月18日、メイウェザー vs コナー・マクレガー戦の前座でプロデビューし判定勝利。この試合後にメイウェザーと決別、デビュー戦の1試合のみでメイウェザー・プロモーションズから離脱した。
2020年10月31日、SSEアリーナ・ウェンブリーにてWBO女子世界ミドル級王座を懸けてハンナ・ランキンと対戦し、7回TKOで世界王座獲得。
2021年4月10日、マリア・リンドバーグ相手に初防衛戦を行い、3回KOでWBO王座初防衛に成功。
2021年10月16日、ロリータ・ムゼヤを2回TKOで降しWBO王座2度目の防衛に成功。
2022年4月2日、フェムケ・ハーマンズを3回KOで降しWBO王座3度目の防衛に成功。
2022年10月15日、イギリスのO2アリーナにてWBA・WBC・IBF王者クラレッサ・シールズとのスーパーミドル級4団体王座統一戦に挑むが、0-3判定で敗れ王座陥落。

#### 4団体統一
2023年7月1日、イギリスのマンチェスター・アリーナにてフランション・クルーズ=ディザーンが持つを4団体統一スーパーミドル王座に挑戦し、2-0判定で勝利し2階級で4団体王座獲得。
2023年8月22日、総合格闘技団体のProfessional Fighters Leagueと契約し、総合格闘技デビューすることを発表した。マーシャルはESPNのパウンド・フォー・パウンドで10位だが、それでも総合格闘技への進出を決めたことについて、「何年も考えていたアイデアで、女子ボクシングは発展の見込みが薄いが、友人であるUFC選手のモリー・マッキャンの活躍を見ていて、UFCでは女子選手が男子選手と同じように扱ってもらえているように感じたから」と、同じくProfessional Fighters Leagueと契約したクラレッサ・シールズにリベンジをしたいからと話している。
2023年9月22日、クルーズ戦での負傷でWBCはマーシャルを休養王座に認定した。
2025年7月11日、ニューヨークのマディソン・スクエア・ガーデンにて約2年ぶりの復帰戦として自ら返上したWBO女子世界スーパーミドル級王者のシャダシア・グリーンとIBF・WBO女子世界同級王座統一戦を行うも、10回1-2（93-96、94-95、96-93）判定負けを喫しIBF王座初防衛とWBO王座返り咲きそして2団体王座統一に失敗、IBF王座から陥落した。

## 戦績
- プロボクシング：15戦 13勝 (10KO) 2敗

| 戦           | 日付           | 勝敗 | 時間    | 内容    | 対戦相手               | 国籍           | 備考                                                                       |
| ------------ | -------------- | ---- | ------- | ------- | ---------------------- | -------------- | -------------------------------------------------------------------------- |
| 1            | 2017年8月26日  | ☆    | 4R      | 判定3-0 | シドニー・ルブラン     | アメリカ合衆国 | プロデビュー戦                                                             |
| 2            | 2018年5月12日  | ☆    | 2R 1:43 | TKO     | エステル・コネクナ     | チェコ         |                                                                            |
| 3            | 2018年6月15日  | ☆    | 2R 1:58 | TKO     | アレハンドラ・アヤラ   | メキシコ       |                                                                            |
| 4            | 2018年10月27日 | ☆    | 10R     | 判定3-0 | ヤニナ・オロスコ       | アルゼンチン   | WBAインターコンチネンタル女子スーパーミドル級王座決定戦                    |
| 5            | 2018年11月9日  | ☆    | 2R 1:05 | TKO     | クラウディア・ビー     | ハンガリー     |                                                                            |
| 6            | 2019年5月25日  | ☆    | 1R 1:11 | KO      | ボリスラバ・ゴラノバ   | ブルガリア     |                                                                            |
| 7            | 2019年8月31日  | ☆    | 5R 2:00 | TKO     | ダニエル・バスティエリ | ブラジル       |                                                                            |
| 8            | 2019年10月19日 | ☆    | 3R 0:47 | TKO     | アシュリー・カリー     | アメリカ合衆国 |                                                                            |
| 9            | 2020年10月31日 | ☆    | 7R 1:59 | TKO     | ハンナ・ランキン       | イギリス       | WBO女子世界ミドル級王座決定戦                                              |
| 10           | 2021年4月10日  | ☆    | 3R 1:11 | KO      | マリア・リンドバーグ   | スウェーデン   | WBO防衛1                                                                   |
| 11           | 2021年10月16日 | ☆    | 2R 1:58 | TKO     | ロリータ・ムゼヤ       | ザンビア       | WBO防衛2                                                                   |
| 12           | 2022年4月2日   | ☆    | 3R 2:00 | KO      | フェムケ・ハーマンズ   | ベルギー       | WBO防衛3                                                                   |
| 13           | 2022年10月15日 | ★    | 10R     | 判定0-3 | クラレッサ・シールズ   | アメリカ合衆国 | WBA・WBC・IBF・WBO女子世界ミドル級王座統一戦 WBO陥落                       |
| 14           | 2023年7月1日   | ☆    | 10R     | 判定2-0 | フランション・クルーズ | アメリカ合衆国 | WBA・WBC・IBF・WBO女子世界スーパーミドル級タイトルマッチ→WBC休養王座に認定 |
| 15           | 2025年7月11日  | ★    | 10R     | 判定1-2 | シャダシア・グリーン   | アメリカ合衆国 | IBF・WBO女子世界スーパーミドル級王座統一戦 IBF陥落                         |
| テンプレート |                |      |         |         |                        |                |                                                                            |

## 獲得タイトル
プロ
- WBAインターコンチネンタル女子スーパーミドル級王座
- WBO女子世界ミドル級王座（防衛3）
- WBA女子世界スーパーミドル級王座（防衛0）
- WBC女子世界スーパーミドル級王座（防衛0=休養王座に認定）
- WBC女子世界スーパーミドル級休養王座（防衛0）
- IBF女子世界スーパーミドル級王座（防衛0）
- WBO女子世界スーパーミドル級王座（防衛0=返上）